# Siegescu József
Krassószékási Siegescu József (született Iosif Siegescu, Székás, 1873. augusztus 29. – Budapest, 1931. november 12.) magyarországi román hitoktató, titkár, tanár, királyi udvari tanácsos, pápai prelátus, országgyűlési képviselő, és a Pázmány Péter Tudományegyetem Bölcsészettudományi Kar egykori dékánja.

## Tanulmányai
Középiskoláit Belényesen végezte.

## Pályafutása
1895 és 1897 között hitoktató Budapesten, majd Lugoson püspöki titkár (1897–1898). 
1898 és 1907 között a budapesti V. kerületi állami főgimnázium és a László Mihály nyilvános jogú főgimnázium (V. kerület Hold utca 19.) r. tanára és a KPI görögkatolikus szertartástan tanára. 
1910 és 1918 között a Nemzeti Munkapárt programjával az oravicabányai választókerület országgyűlési képviselője. 
1910 és 1911 között a Budapesti Tudományegyetemen, illetve a Pázmány Péter Tudományegyetemen a román nyelv és irodalom tanára (1911–1927) és a Bölcsészettudományi Kar dékánja. 
1917. februárban egyik aláírója volt annak a nyilatkozatnak, amelyben kétszáz erdélyi és magyarországi román politikus, egyházi személy és értelmiségi kifejezte a magyar koronához való hűségét. 1919-től a magyarországi románok ügyeivel foglalkozó kormánybiztos volt.
Siegescu József, országgyűlési képviselő, budapesti egyetemi tanár 1918. július 25-én magyar nemességet, valamint a Krassószékási nemesi előnevet szerezte meg adományban IV. Károly magyar királytól.
1926-tól az Egységes Párt programjával az észak-pesti választókerület országgyűlési pótképviselője.

## Művei
- A magyarországi románok szent uniója. Tanulmány az egyháztörténelem köréből. Budapest. 1896 (különnyomat a Hittud. Közlönyből)
- Dosoftei metropolita mint költő. Budapest. 1899
- A román helyesírás története. Budapest. 1906
- Carte de rugăciuni pentru soldaţi. [Imakönyv katonák számára]. Budapesta: Tipografia Societăţii Sfântul Ştefan. 1914[10]